# Quicksand (David Bowie)
Quicksand is een nummer van de Britse muzikant David Bowie, uitgebracht als de zesde track op zijn album Hunky Dory uit 1971.

## Achtergrond
"Quicksand" is een ballad en bevat meersporenopnamen van akoestische gitaren en een snaararrangement door Mick Ronson. Producer Ken Scott, die destijds ook George Harrison's album All Things Must Pass produceerde, probeerde om eenzelfde krachtig akoestisch geluid te creëren met dit nummer.
Tekstueel gezien is het nummer, net als veel van Bowie's werk in deze periode, beïnvloed door het boeddhisme, het occultisme en Friedrich Nietzsches concept van de Übermensch. Daarnaast bevat het verwijzingen naar de magische maatschappij Golden Dawn en een van hun bekendste leden Aleister Crowley en naar Heinrich Himmler, Winston Churchill en Juan Pujol onder de codenaam Garbo.
In april 1974 verscheen het nummer op de B-kant van de single "Rock 'n' Roll Suicide" en in 1990 verscheen een demo van het nummer als bonustrack op de heruitgave van Hunky Dory.

## Muzikanten
- David Bowie: zang, akoestische gitaar
- Mick Ronson: akoestische gitaar, mellotron snaararrangement
- Trevor Bolder: basgitaar
- Rick Wakeman: piano
- Mick "Woody" Woodmansey: drums